# Bernhard Nebe (Politiker, 1957)
Bernhard Nebe (* 5. Juli 1957 in Mönchengladbach) ist ein deutscher Politiker (SPD).

## Leben und Beruf
Nach dem Abitur 1978 am Hugo-Junkers-Gymnasium in Mönchengladbach und dem Zivildienst absolvierte Nebe ein Studium der Politik- und Verwaltungswissenschaften an der Universität-Gesamthochschule Duisburg, welches er 1985 mit dem Abschluss als Diplom-Sozialwissenschaftler beendete. Anschließend war er bis 1990 in der Stadt Duisburg im höheren Verwaltungsdienst als persönlicher Referent des Oberbürgermeisters tätig. Danach leitete er bis 1992 das Bezirksamt Duisburg-Süd. Von 1992 bis 1996 war er zunächst ein Jahr lang Erster Beigeordneter und nachher Stadtdirektor der Stadt Kamp-Lintfort. Nachfolgend wurde er Landrat des Kreises Wesel. Ende 1999 wechselte er zur Staatskanzlei des Landes Nordrhein-Westfalen. Dort leitete Nebe bis 2005 die Abteilung Recht und Verwaltung. Anschließend war er Geschäftsbereichsleiter der Zentralen Dienste im Bau- und Liegenschaftsbetrieb des Landes Nordrhein-Westfalen. Vom 17. Dezember 2013 bis zum 30. Juni 2017 war er Staatssekretär im Ministerium für Inneres und Kommunales des Landes Nordrhein-Westfalen.